# Winter Hill Gang
Die Winter Hill Gang ist eine von hauptsächlich Irischamerikanern und teils Italoamerikanern dominierte  Bande im organisierten Verbrechen der Metropolregion Greater Boston (Massachusetts).
Den Namen erhielt die Gang in den 1970er Jahren von Journalisten des Boston Herald, da die ersten Aktivitäten der Bande ihre Ursprünge in dem Bezirk Winter Hill in Somerville nördlich von Boston hatten. Die Bande hatte ihren größten Einfluss von 1965 bis 1979. Ihr berüchtigtster Anführer James „Whitey“ Bulger stand 1999 bis 2011 als chronologisch 458. Person auf der Liste der zehn meistgesuchten Flüchtigen des FBI und auf seine Ergreifung waren 2 Mio. US-Dollar ausgesetzt.

## Geschichte

### Ursprünge

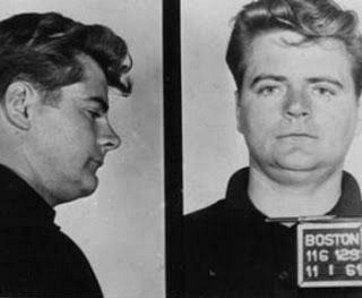
James „Buddy“ McLean (1961)

Der erste dominierende Boss der Gang war der irisch-amerikanische Gangster James „Buddy“ McLean. Er organisierte Aktivitäten in Bereichen wie illegalem Glücksspiel und Lkw-Entführungen.

### Irischer Bandenkrieg
Während 1961 und 1967 herrschte Krieg zwischen dem Charlestown Mob aus Boston, angeführt von Bernard McLaughlin und der Winter Hill Gang aus Somerville, angeführt von James McLean. Die beiden Banden koexistierten viele Jahre relativ friedlich, bis zu einem Zwischenfall am Labor-Day-Wochenende 1961. Es wird allgemein angenommen, dass der Krieg begann, als George McLaughlin auf einer Feier versuchte, die Freundin des Winter Hill-assoziierten Alexander „Alex Rocco“ Petricone, Jr. zu verführen und daraufhin von zwei anderen Winter Hill-Mitgliedern geschlagen wurde. Bernard McLaughlin stellte McLean zur Rede und als dieser sich weigerte, die besagten zwei Mitglieder auszuliefern, schwor McLaughlin Rache und kurze Zeit später versuchte man, McLean mit einer Autobombe zu ermorden. McLaughlin wurde im Oktober 1961 im Bostoner Bezirk Charlestown ermordet. Bald darauf wurde Russ Nicholson von Bernards Brüdern Edward und George ermordet, da er im Verdacht stand, an dem Mord an ihrem Bruder beteiligt gewesen zu sein.
Nach dem Überleben vieler Mordversuche, wurde Edward am 20. Oktober 1965 auf dem Weg zum Mordprozess seines Bruders George, im Bostoner Bezirk West Roxbury erschossen. Einige Tage später, am 31. Oktober 1965, wurde McLean von einem der letzten Überlebenden der McLaughlin Gang, Steve Hughes, erschossen. Ein Jahr später, 1966, wurden die letzten beiden Mitglieder der McLaughlin Gang, die Brüder Connie und Steve Hughes, ermordet; angeblich von Frank Salemme, der ein Partner der Patriarca-Familie aus Boston war.
George McLaughlin, derjenige, der den Krieg begonnen hatte, war der einzige, der überlebte, indem er ins Gefängnis geschickt wurde.

### Machtwechsel
McLeans rechte Hand Howie Winter übernahm die Führung nach dessen Ermordung. Die Winter Hill Gang wurde sehr geübt bei der Ermordung rivalisierender Gangster, um ihre Geschäfte zu übernehmen. Doch sobald sie die Kontrolle erlangten, hatten sie anfänglich keine Ahnung wie die jeweiligen Geschäfte zu laufen hatten. Sie lernten die Lektion im Jahr 1973 nach der Auslöschung von Joseph „Indian Joe“ Notarangelis Crew und der Übernahme seiner Glücksspielgeschäfte. Doch was ein fabelhaft profitables illegales Glücksspiel-Unternehmen war, ließ die Bande „den Bach runtergehen“. Im Laufe der Jahre verlor die Gang das Interesse an Glücksspiel-Geschäften und bot schließlich Schutz für Buchmacher, Drogendealer und Lkw-Entführer an.
Im Jahr 1975 gingen Howie Winter und Winter Hill-Mitglied John Martorano pleite. Schließlich mussten sie sich dem hochrangigen Mafiaoso Gennaro Angiulo von der Patriarca-Familie unterwerfen, um sich Geld zu leihen. Während der 1960er bis in die 1980er Jahre wurde die Unterwelt von Boston von ihm und seiner Gang kontrolliert. Das FBI war seit den frühen 1960er Jahren hinter ihm her. Mithilfe der FBI-eigenen Winter Hill-Informanten James „Whitey“ Bulger und seinem Partner Stephen Flemmi, der schon seit 1965 FBI-Informant war, konnten sie ab dem Jahr 1975 eine Menge belastende Informationen über Angiulos Operationen gewinnen.
Im Februar des Jahres 1979 wurden Howie Winter und weitere Mitglieder der Winter Hill Gang wegen Teilhabe an illegalen Pferderennen verhaftet und angeklagt. Martorano konnte gewarnt werden und er floh nach Florida, wo er die nächsten 16 Jahre auf der Flucht verbrachte. James „Whitey“ Bulger wurde das neue Oberhaupt der Winter Hill Gang.

### Bulgers Aufstieg und Flucht

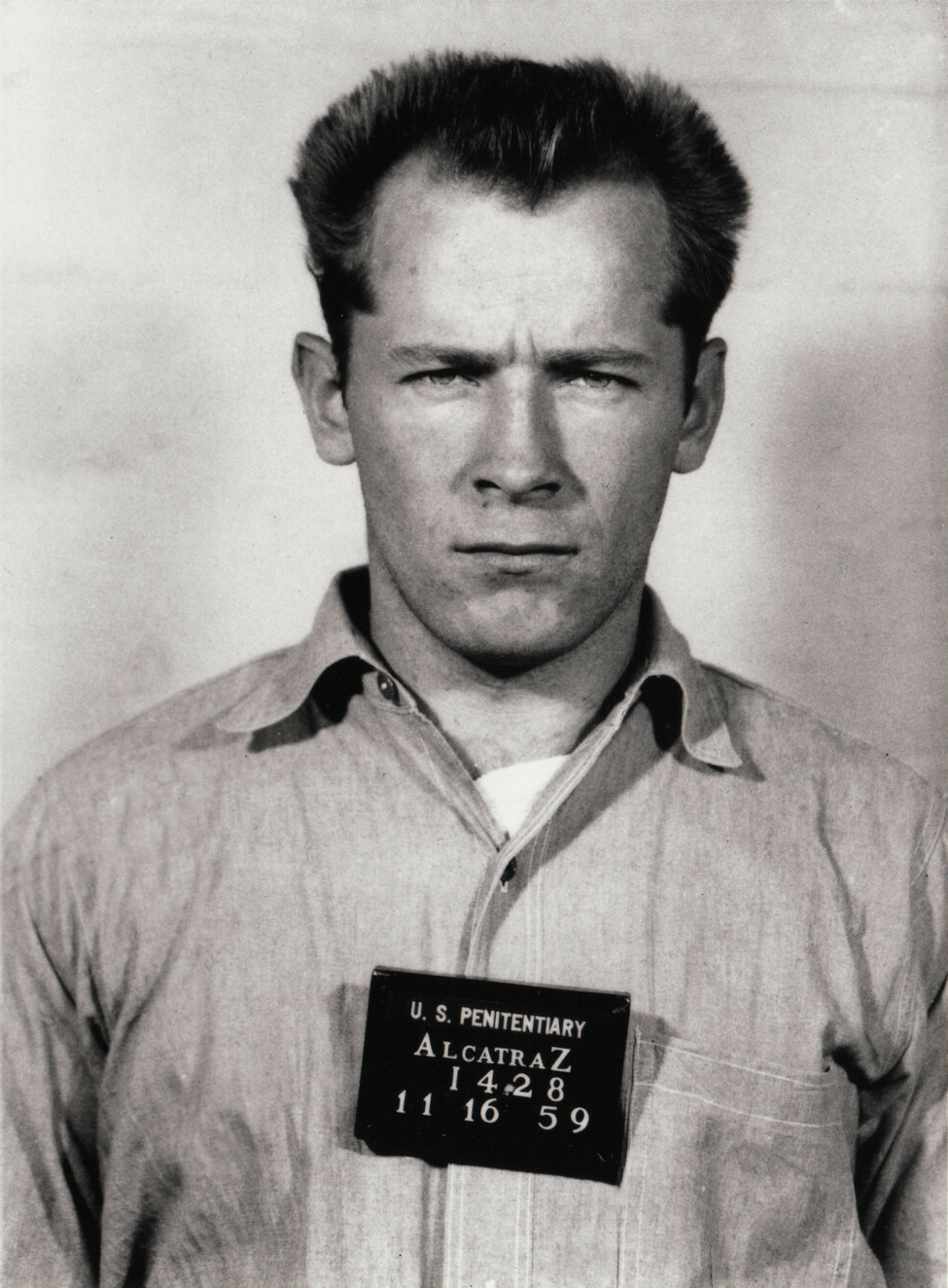
James J. Bulger (1959)

Bulger und Flemmi nutzten ihren Status als Informanten, um die Konkurrenz zu beseitigen. Die Informationen, die sie dem FBI in den folgenden Jahren lieferten, waren verantwortlich für die Inhaftierung von mehreren eigenen Mitarbeitern, die Bulger als Bedrohungen betrachtete. Das Hauptaugenmerk jedoch lag bei dem FBI auf Gennaro Angiulo, der mit seinen Männern Bostons „North End“ kontrollierte. Das FBI konnte in einer Bar von Angiulo durch die Winter Hill-Informanten erfolgreich Abhörgeräte anbringen. Er wurde am 19. September 1983 verhaftet und drei Jahre später verurteilt. Bulger und Flemmi füllten das darauffolgende Vakuum, um die Kontrolle über das organisierte Verbrechen in der Region Boston zu übernehmen.

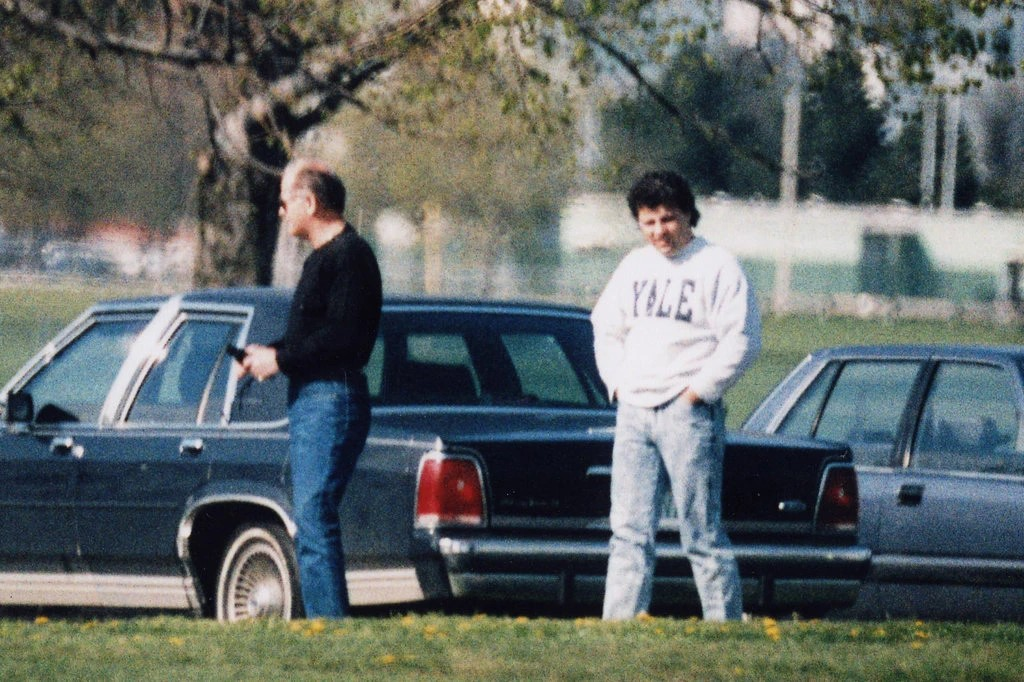
Whitey Bulger (l.) und Kevin Weeks

Während der achtziger Jahre beinhalteten die Geschäfte von Bulger, Flemmi und Bulgers langjährigem Freund Kevin Weeks im gesamten Osten von Massachusetts unter anderem Erpressung, Kreditwucher, Buchmacherei, Lkw-Entführungen und Waffenhandel. Bundesbehörden wurden wiederholt in ihren Versuchen, Fälle gegen Bulger und seinen inneren Kreis aufzubauen, durch Korruption innerhalb des Boston Police Departments, der Massachusetts State Police und dem FBI gestört.
Er verschiffte mittels Trawlern Waffen für die IRA, beispielsweise unter Joe Cahill, über den Atlantik. Später stieg Bulger auch ins Drogengeschäft ein und ließ etliche Drogenhändler in und um Boston, wie John „Red“ Shea, für sich arbeiten.
Im Jahr 1995 wurden Bulger und Flemmi zusammen mit den Mafiosi Frank Salemme und Bobby DeLuca angeklagt. Nachdem er von einem später festgenommenen FBI-Agenten gewarnt worden war, dass gegen ihn ermittelt werde, setzte sich Bulger zusammen mit seiner Freundin im Dezember 1994 ab. Neben der Verwendung verschiedener Decknamen soll er mittels diverser Verkleidungen bereits durch die Vereinigten Staaten, Kanada, Mexiko und Europa gereist sein. Er wurde unter anderem in London und Taormina gesichtet. Nach 16 Jahren auf der Flucht wurde Bulger am 22. Juni 2011 im Alter von 81 Jahren in Santa Monica (Kalifornien) zusammen mit seiner Freundin Catherine Greig verhaftet. Er wurde am 14. November 2013 für Racketeering und 11 Morde zu doppelt lebenslanger Freiheitsstrafe zuzüglich fünf Jahren verurteilt.

### 1990er Jahre bis heute
Nach Bulgers Flucht vor dem Gesetz übernahm sein Protegé Kevin Weeks die Führung, der mit Bulger mehrere heimliche Treffen in New York City und Chicago gehabt haben soll. Nachdem die The Boston Globe offenbart hatte, dass Bulger und Flemmi Informanten gewesen seien, traf sich Weeks mit dem pensionierten FBI-Agenten John Connolly, der ihm eine Fotokopie von Bulgers FBI-Informanten-Datei zeigte. Um Bulgers und Flemmis Status als Informanten zu rechtfertigen, sagte Connolly: „Die Mafia ging gegen Jimmy und Stevie vor, also gingen Jimmy und Stevie gegen sie vor.“
Am 17. November 1999 wurden Weeks und weitere Winter Hill Anhänger in South Boston verhaftet. Wenige Wochen später entschied sich Weeks dazu mit den Behörden zu kooperieren. Er führte die Behörden zu sechs verschiedenen Leichen, die von der Winter Hill Gang begraben wurden und bestätigte, dass er gegen Stephen Flemmi und Whitey Bulger aussagen würde. Ebenso sagte er gegen Special Agent Connolly aus. Im Gegenzug erhielt er eine Haftstrafe von nur 5 Jahren zuzüglich der Zeit, die er bereits in Arrest verbracht hatte.
Seither gilt George „Georgie Boy“ Hogan als neuer Drahtzieher der Winter Hill Gang.

## Bekannte Mitglieder und assoziierte
| Name                            | Lebenszeit | Todesursache                   | Position                 | Anmerkung                                          |
| ------------------------------- | ---------- | ------------------------------ | ------------------------ | -------------------------------------------------- |
| James „Buddy“ McLean            | 1930–1965  | am 31. Oktober 1965 erschossen | Boss von 1955–1965       |                                                    |
| Howard „Howie“ Winter           | 1929–heute |                                | Boss von 1965–1978       | 1979–1987 und 1993–2002 inhaftiert                 |
| James „Whitey“ Bulger           | 1929–2018  | in Haft ermordet               | Boss von 1978–1995       | 1994–2011 flüchtig / 2013–2018 inhaftiert          |
| Kevin Weeks                     | 1956–heute |                                | Boss von 1995–2000       | seit 1999–2006 inhaftiert und abtrünnig            |
| George „Georgie Boy“ Hogan      | ????–heute |                                | Boss von 2000–heute      |                                                    |
| Stephen „The Rifleman“ Flemmi   | 1934–heute |                                | Lieutenant von 1978–1995 | seit 1994 inhaftiert                               |
| Vincent „Jimmy the Bear“ Flemmi | 1935–1979  | Heroinüberdosis                | assoziierter             | ab 1970er Jahre inhaftiert                         |
| Joseph „Joe Mac“ McDonald       | 1917–1997  | Schlaganfall                   | Soldat                   | 1979 angeklagt und geflohen                        |
| John „Richard Aucoin“ Martorano | 1940–heute |                                | Killer                   | 1979–1995 flüchtig / 1995–2007 inhaftiert          |
| James „Jimmy“ Martorano         | 1941–heute |                                | Soldat                   | 1976 inhaftiert / seit 1995 Patriarca-Mitglied     |
| John „Red“ Shea                 | 1965–heute |                                | Lieutenant von 1985–1994 | 1990–2002 inhaftiert und abtrünnig                 |
| Patrick „Pat“ Nee               | 1942–heute |                                | assoziierter             | 1987–1989 und 1990–2000 inhaftiert                 |
| James P. „Jimmy“ Flynn          | 1934–heute |                                | Soldat                   | Verdächtiger im Halloran-Mord, 1986 freigesprochen |
| Thomas „Tommy“ King             | ????–1975  | ermordet                       | Killer                   | November 1975 verschwunden, 2000 tot geborgen      |
| Brian „Balloonhead“ Halloran    | ????–1982  | am 11. Mai 1982 erschossen     | assoziierter             | Täter: Whitey Bulger                               |

## Filme und Dokumentationen
- 2015: Black Mass – Der Pate von Boston: Film handelt u. a. von der Strafverfolgung gegen die Angiulo Brüder und den FBI-Informationen über die Patriarca-Familie durch Gangster James J. Bulger.
- 2006: Departed – Unter Feinden: Die von Jack Nicholson dargestellte Figur Frank Costello, basiert auf der Persönlichkeit von James „Whitey“ Bulger. Die jahrelangen Konflikte mit der Patriarca-Familie werden ebenfalls angedeutet.